# Царство Землі
Царство Землі - вигадане царство зі всесвіту мультсеріалу «Аватар: Останній захисник». Це конфедеративна монархія, керована царем. Масивний континент займає майже всю східну півкулю планети, північна його частина недалека від Північного полюса. Столиця царства  - Ба Сінг Се.
За територією та чисельністю населення Царство Землі - найбільша країна у світі Аватара. У різних частинах країни різняться клімат, ландшафт, щільність населення і культура. Економіка Царства Землі заснована на сільському господарстві, промисловість розвинута гірше, ніж в Країні Вогню.
На відміну від Повітряних кочівників і племен Води, Царство Землі не зазнало істотних втрат у населенні або в наявності боєздатних магів.
Крім Аватара, саме Царство Землі служить перешкодою на шляху Країни Вогню до світового панування, оскільки має могутніх магів і величезні території. Захопити землі царства зовсім не просто.
Неприступну його столицю - Ба Сінг Се - намагався захопити генерал Айро і йому це майже вдалося, але через загибель сина, він так і не завершив свою справу. Пізніше, принцеса Азула знайшла хитрий спосіб вирішення цієї проблеми, і місто впало.
Єдине місто, яке було останньою надією для втікачів, Азула захопила за відносно короткий час. Пізніше, Ба Сінг Се було звільнене Орденом Білого Лотоса. Разом з поразкою Короля Фенікса це звільнило всі землі з-під влади Країни Вогню.

## Зовнішність
При створенні Царства Землі автори надихалися Китаєм часів династії Цинь. Представники народу Землі дуже сильно різняться по регіонах величезної держави. Ті, що живуть в сільській місцевості, носять селянський одяг, схожий на той, що носили селяни часів династії Цинь.
Представники знаті і королівської крові, а також заможні люди, як, наприклад, Тоф, віддають перевагу одягу гарного крою, що підкреслює їх походження, а також соціальний статус і клас. Під час численних свят і прийомів вони також одягаються в парадний одяг білих кольорів, розшитих золотом.
Чоловіки часто носять бороду та/або вуса. Юнаки також часто мають бороду і вусики, але розпускають волосся на відміну від старшого покоління, яке піднімає волосся нагору. Колір шкіри людей Землі, як правило, світлий, але також зустрічається смуглява і практично коричнева шкіра.
Колір шкіри дуже відрізняється залежно від місця проживання, і це впадає в око в порівнянні з представниками інших племен, колір шкіри яких є одним для всіх представників. Колір очей людей Землі варіюється від світло-карих до зелених.
Колір одягу зазвичай жовтий, зелений або пісочний, хоча зустрічаються і інші забарвлення.

## Емблема

Емблема Царства Землі

Емблема Царства Землі являє собою коло, вписане в квадрат, в центрі якого розташований ще більш маленький квадратик. Таким чином вона нагадує стародавні китайські гроші.
Цей символ виражає буквальну і переносну сутність глибини Царства Землі.
Таким чином символізуються незмірні поклади порід і мінералів, якими управляють маги Землі під час використання магії, а також показана глибина відданості народу своїм цінностям: непохитності, твердості, стійкості, незламності і прихильності мирному співіснуванню з іншими народами Всесвіту Аватара. Емблему можна бачити на будівлях, а також на обладунках воїнів та одязі магів Землі.

## Народи
По суті імперська політика Царства Землі відносно підданих народів, племен та етнічних груп ніколи не включала в себе асиміляцію.
Це дозволило зберегти величезну кількість різних людських спільнот на різному рівні розвитку, з різною економікою, релігією, віруваннями, автономією і навіть практичною магією (болотна, піщана) всередині однієї величезної імперії-континенту.
Жителем Царства Землі на рівних правах може себе вважати столичний житель Ба Сінг Се, Джанго, городянин Омашу, представник пустельних мандрівників, остров'янин Кіоші і який-небудь селянин з центральної частини країни. Незважаючи на явні фенотипічні і культурні відмінності, для Царства Землі вони всі рівні піддані. На відміну від нації Вогню, в землях Царства Землі практично відсутня дискримінація за цими ознаками.

## Валюта
Валюта Царства Землі складається із золотих, срібних і бронзових монет круглої форми з випиляним квадратом в центрі. Має оббіг далеко за межами імперії.

## Культура
Культура народу Землі дуже різноманітна, як і інші складові характеристики даного народу. Вона відрізняється від кочівників, що ведуть більш мобільний спосіб життя, до ізольованої культури Кіоші. Це пов'язано з розміром і розкиданістю племен людей Землі.
Спільним для всіх народностей є більш традиційна і десь навіть архаїчна система цінностей, особливо в порівнянні з високо індустріалізованою культурою народу Вогню. І, за словами Айро, в цьому розмаїтті криється велика сила Царства Землі.
Також для народу Землі притаманний інтерес до соціальних наук: в Ба Сінг Се згадувалося про університет антропології.

## Пора року
Кожна з чотирьох націй у Всесвіті Аватара має своє вираження в домінуючій порі року.
Для Царства Землі такою є весна, час, коли більшість живих істот пробуджується і перероджується. Відповідно до цього більшість представників народу Землі були народжені саме під час весни, а їх сили найбільш яскраво проявляються у весняну пору. Весна - це час пробудження землі від зимової сплячки. Вона молода, сильна і готова дарувати всю свою міць магам Землі.

## Природні ресурси
Скелі і камені є найголовнішими природними ресурсами Царства Землі. Мистецтво підкорення землі дає магам Землі можливість робити з ними практично все, що завгодно.
Царство Землі не використовує викопні ресурси як паливо, як це роблять люди Вогню. Тим не менш, вугілля видобувається в шахтах на території деяких племен людей Землі. Як правило, цей видобуток служить військовим потребам окупантів.
Значну цінність представляють також кристали джанаміту, що видобувається народом Землі. На родючих землях ростуть численні і різноманітні фрукти і овочі. Також багато різноманітних горіхових дерев.
Дикі тварини, що водяться в лісах, і домашні, що мешкають на фермах, збагачують раціон людей Землі м'ясом.

## Державний лад
Царство Землі - величезна держава, розділена на провінції і великі міста, які в свою чергу діляться на окремі міста або райони.
Столицею Царства Землі є місто Ба Сінг Се. Поряд з центральною владою в особі Короля Землі, який постійно знаходиться в Ба Сінг Се і має вельми віддалене уявлення події у світі, окремі великі міста мають своїх власних правителів.
По суті, основою державного устрою Царства Землі є конфедеративна монархія. Але реальна влада короля досить умовна, оскільки всім заправляє державна бюрократія. Перед падінням Ба Сінг Се Король Землі був вже досить умовною фігурою, що не володіє великою владою і впливом.
Окремі землі (наприклад, острів Кіоші) мають сильну автономію, аж до ведення власної зовнішньої політики, вирішення питань нейтралітету і власних бойових дій.
Справжня ж влада була зосереджена в руках численних радників і помічників, на чолі яких стояв Лонг Фенг, секретар Ба Сінг Се та голова агентів Дай Лі.
Також мається на увазі, що уряд Ба Сінг Се вирішив не робити ніяких дій поза стінами міста, що, можливо, і пояснює катастрофічну ситуацію на фронтах решти Царства Землі.
Під час війни керівництво Ба Сінг Се проводило тоталітарну політику щодо власного населення: застосовувалися різні економічні і соціальні заходи, переслідувалося вільнодумство, до особливо жвавих застосовувалися тортури і промивання мізків.
Крім того, уряд міста був прикладом бюрократії: запит про зустріч з чиновником міг розглядатися до декількох місяців. З цим зіткнулися і Аанг з друзями, коли намагалися потрапити на прийом до Короля Землі.
Розвиток бюрократії в Царстві Землі призвів до появи міністерств, у тому числі міністерства культури Ба Сінг Се - Дай Лі (виконували силові функції), а також організованої військової Ради П'яти, що складається з генералів різних армій, що виконувала функції генерального штабу.

## Окупація
Окупація арміями Вогню прикордонних територій Царства Землі призвела до безладу, потоків біженців, піратства, а також появи зон безвладдя чи влади польових командирів і партизанських загонів.
Більшість захоплених населених пунктів армія Вогню перетворила на свої колонії і нав'язала свої правила, які відрізняються в залежності від місця. У деяких магія Землі повністю під забороною, в інших колоністи Вогню і люди Землі живуть у відносному мирі.
У будь-якому випадку, культура Царства Землі сильно впливає на культуру колоністів, що призводить до явної акультурації і розшарування Нації Вогню на істинних носіїв культури і колоністів, що вважаються недостатньо вихованими та культурними за столичними мірками.

## Архітектуратамістобудування
Практично всі населені пункти Царства Землі правильної форми - круглої або квадратної. Це говорить про тривалу, планомірну колонізацію континенту Народом Землі і державну політику в галузі колонізації.

## Військові сили
Оскільки основна частина території Царства Землі являє собою континент з простором, оточеним горами, представники цього племені найзалежніші від сухопутних сил. Як і армія людей Вогню, армії Царства Землі складаються як з простих воїнів, так і з магів Землі.
Солдати озброєні різноманітною зброєю. Звичайні воїни мають більш важку амуніцію. Військова стратегія Царства Землі спиралася на використанні чисельної переваги у військах. Це дозволяло тривалий час обходитися без модернізації озброєнь (танки з'явилися лише в кінці серіалу як необхідність в укритті в спеціальних операціях). Ця стратегія виявила свою неспроможність у серії «Бур», коли технічна оснащеність народу Вогню мало не призвела до падіння Ба Сінг Се.
Зокрема, великий внесок у технічну складову обох армій вклали батько Тео, Тео (біженці народу Землі, які живуть в Північному Храмі Повітря) і Сокка. Ними були винайдені танки, бур, повітряні кулі і підводні човни.
Разом з тим самостійні військові формування в провінціях (наприклад, Кіоші), які робили ставку на скритність і маневреність, навіть малими силами могли протистояти народові Вогню.

## Острів Кіоші
Острів Кіоші - невеликий острів, що формально належить Царству Землі.
Названий на честь відомого аватара, який жив на території цієї землі до появи Аанга, і навіть до початку столітньої війни. Найцікавіше полягає в утворенні острова. Колись він був територією континенту. Проте розбіжності між аватаром Кіоші і жорстоким завойовником Чином призвели до того, що Кіоші за допомогою магії відокремила шматок землі від континенту і віддалила його на кілька кілометрів від берега. Чин-завойовник залишився на обриві, який впав разом із тираном. Через це в місті, розташованому недалеко від місця загибелі, ненавидять аватара. У цьому місті в другому сезоні над аватаром влаштовують суд, в якому бере участь і дух Кіоші. Незважаючи на очевидні факти невинності, головний суддя оголошує Аанга винним і, за допомогою рулетки, йому випадає покарання - скупатися в киплячому казані. Однак, Аанг рятує місто від нападу загону Вогню, що дозволяє повернути йому прихильність громадян.
На острові знаходиться невелике селище з головною вулицею, що починається статуєю Кіоші, і що закінчується її храмом. У храмі зберігаються особисті речі аватара Кіоші - чоботи, які мають дуже великий розмір для жіночої ноги; також її кімоно і віяла. Острів має власну армію, що складається з невеликого загону воїнів Кіоші.
Воїни навчаються бойовим мистецтвам у спеціальній школі, яка розташована в самому селищі. У школі можуть навчатися тільки дівчата. Однак, це правило порушується під час візиту Аанга. Сокка закохується в голову воїнів - Суюкі, яка навчає його майстерності бою Кіоші. Щоправда, для цього йому доводиться одягти жіноче бойове кімоно - ще одне правило навчання. Воїни кіоші мають власну розмальовку і зброю - парні віяла. Також вони іноді використовують щити для захисту.
Протягом столітньої війни острів зберігає нейтралітет. Але вступає у війну за кілька тижнів до взяття Ба Сінг Се силами Вогню. Зокрема відомо, що воїни Кіоші допомагали переправляти біженців через протоку.
Азула, Мей і Тай Лі переодягаються воїнами Кіоші, щоб постати перед Царем землі як віддані вояки. Однак на ділі це маскування дозволяє їм проникнути до палацу і влаштувати переворот за участю таємної поліції. Пізніше, після поразки Озая, Тай Лі залишиться воїном Кіоші і зав'яже міцну дружбу з ними.

## Пустеля Ши Вонг
Пустеля Ши Вонг - природна зона, яка розташована посеред континенту і далеко від води в південній частині Царства Землі. Місцевість там рівнинна, не рахуючи властиві пустелям піщані дюни, нанесені вітром.
Всюди пісок або кам'яниста пустеля, іноді посеред безкрайніх піщаних барханів трапляються кактуси і кущі колючки. Пустеля добре зберегла залишки древніх цивілізацій, наприклад бібліотеку Ван Ши Тонга, наполовину поховану під піском. Вперше пустеля з'являється в 2-10 серії «The Library», потім в 2-11 «The Desert» і в 2-16 серії «Appa's Lost Days». Тут живуть маги Землі, але називають їх магами Піску. Пісок дуже крихкий і, як ми дізнаємося в серіалі, звичайні маги Землі тут себе почувають невпевнено. Пересувається пісочний народ за допомогою вітрильників, що борознять простори пустелі. Нерідко живуть за рахунок награбованого, торгівлі і розбою. Пісочний народ хвилюють виключно власні інтереси, і до політики ставляться цілком нейтрально. Також серед мешканців можна побачити величезних ос-стерв'ятників, що кружляють в небі і живуть у печерах.
Десь у центрі цього безплідного простору знаходиться знаменита бібліотека Ван Ши Тонга, побудована багатьма роками раніше, у якій зібрані знання з усього світу. Але, на жаль, будівля бібліотеки потонула в пісках.

### Бібліотека Ван Ши Тонга
У бібліотеці Ван Ши Тонга зберігається більшість таємниць і знань зібраних з усього всесвіту. До того моменту, як з'явився Аанг, ніхто не знав, де вона знаходиться, було тільки відомо, що вона знаходиться посеред пустелі Ши Вонг. Існувало лише зображення легендарної бібліотеки.
Її мешканцем є великий дух Ван Ши Тонг, що має вигляд сови, і його вірні служниці - кішечки (так називав їх професор з Ба Сінг Се). Відвідувачі тут бувають дуже рідко. Бібліотека була створена духом знань Ван Ши Тонгом. Інформація збиралася дуже довго, і знань було зібрано практично безліч.
Духу знання допомагали його служниці, яких іменували котиками. Але потім дух Ван Ши Тонг заборонив людям входити і використовувати бібліотеку, так як вважав що вони використовують знання в корисливих цілях. У бібліотеці існує мобільний календар, за допомогою якого Аанг і друзі дізнаються про Чорні Дні Народу Вогню.
З сувою з описом ясно, що магія вогню слабшає під час затемнення. За допомогою мобільного календаря вони дізнаються дату найближчого затемнення. Секція, де зібрана вся інформація про Народ Вогню, повністю знищена на момент приїзду Аанга до бібліотеки. Бібліотека розділена на секції, в тому числі магії Води, Вогню і т.д.
Однак, секція магії вогню повністю знищена (одна з причин, за якими Ван Ши Тонг не радий гостям). Вважається, що це зробив адмірал Джао, якому вдалося відвідати бібліотеку. Саме звідси він дізнався про рибок Коі. Бібліотека вперше з'являється в присвяченій їй серії 10 другого сезону «The Library».

## Зміїний перевал
[[Файл:  | thumb | 320px | Напис на таблиці: «Залиште надію»]]
Зміїний перевал знаходиться в самому центрі континенту Землі і являє собою небезпечний вузький перешийок. Він розділяє внутрішнє море на два великих озера.
Розташований приблизно між столичним містом Ба Сінг Се і південно-західною частиною континенту. Два озера з'єднуються в самому центрі перевалу, і кам'яна гряда переривається, йдучи під воду. На воротах при вході на перевал написано «залиште надію». У водах озер живе морське чудовисько - гігантський водяний змій.
Західне озеро контролюється флотом Народу Вогню. Тому для підтримки безпеки столиці маги Землі не привели до ладу цю дорогу. Зміїний перевал вперше з'являється у 12 серії 2-го сезону «The Serpent's Pass»: Аанг і решта, допомагаючи родині біженців дістатися до Ба Сінг Се, долають Зміїний перевал.
У 1-ї серії третього сезону «The Awakening», коли покидають повалене Царство Землі, вони зустрічаються зі змієм з цих озер.